# جان آرين
جان آرين (1898-1960) (بالإنجليزية: Jean Arènes)‏ هو عالم نبات فرنسي.